# Андрес Куенка
Андре́с Куе́нка Сеху́до (ісп. Andrés Cuenca Cejudo; нар. 11 червня 2007) — іспанський футболіст, захисник клубу «Барселона».

## Клубна кар'єра
Вихованець команд клубів «Вільяфранка» і «Кордова» і «Севілья», а 2019 року приєднався до академії «Барселони». 25 серпня 2024 року дебютував за резервну команду в матчі Прімери Федерасьйон проти клубу «Реал Уніон».
1 жовтня 2024 року дебютував в основному складі Барселони в матчі Ліги чемпіонів УЄФА проти швейцарського клубу «Янг Бойз», вийшовши на заміну Іньїго Мартінесу. В сезоні 2024–25 з молодіжною командою «Барселони» (до 19 років) став переможцем Юнацької ліги УЄФА, відзначившись м'ячем у фінальному матчі проти турецького «Трабзонспора».

## Кар'єра в збірній
Виступав за збірні Іспанії до 15, до 16, до 17, до 18 і до 19 років. В листопаді 2023 року включений в заявку збірної до 17 років на юнацький чемпіонат світу в Індонезії. На турнірі провів 4 матчі, а його команда дійшла до чвертьфіналу, де поступились німцям. В травні 2024 року виступав на юнацькому чемпіонаті Європи, що проходив на Кіпрі. На турнірі зіграв два поєдинки, а його команда посіла останнє місце в своїй групі.
В червні 2025 року потрапив в заявку збірної до 19 років на юнацький чемпіонат Європи в Румунії. На турнірі провів п'ять матчів, а його команда дійшла до фіналу, де поступилась нідерландцям.

## Статистика виступів
Станом на 10 травня 2025 
| Клуб              | Сезон             | Чемпіонат           | Чемпіонат | Чемпіонат | Кубок | Кубок | Єврокубки | Єврокубки | Інші  | Інші | Всього | Всього |
| Клуб              | Сезон             | Дивізіон            | Матчі     | Голи      | Матчі | Голи  | Матчі     | Голи      | Матчі | Голи | Матчі  | Голи   |
| ----------------- | ----------------- | ------------------- | --------- | --------- | ----- | ----- | --------- | --------- | ----- | ---- | ------ | ------ |
| Барселона Б       | 2024–25           | Прімера Федерасьйон | 19        | 0         | —     | —     | —         | —         | —     | —    | 19     | 0      |
| Барселона         | 2024–25           | Ла-Ліга             | 0         | 0         | 0     | 0     | 1         | 0         | 0     | 0    | 1      | 0      |
| Всього за кар'єру | Всього за кар'єру | Всього за кар'єру   | 19        | 0         | 0     | 0     | 1         | 0         | 0     | 0    | 20     | 0      |

1. ↑  Матчі в Лізі чемпіонів УЄФА

## Досягнення
«Барселона» (мол.)
- Переможець Юнацької ліги УЄФА: 2024–25[20]